# Sonata per flauto, viola e arpa
La Sonata per flauto, viola e arpa (conosciuta anche come Sonata n. 2) è una composizione (L 137 o CD 145) del compositore francese Claude Debussy, scritta tra il settembre e l'ottobre 1915.

## Storia
Nel luglio 1915 Debussy si trasferì con moglie e figlia a Pourville, in Normandia, per trascorrere il periodo estivo in una villa sul mare messa a disposizione da amici. Dopo un periodo di crisi compositiva che lo aveva tenuto fermo per più di un anno, il compositore sembrava aver ripreso una fase di prolificità; a Pourville terminò infatti i tre pezzi di En blanc et noir e i dodici Études per pianoforte, e progettò la composizione di un ciclo di sei sonate «pour divers instruments composées par Claude Debussy, musicien français» (come egli stesso volle precisare sul frontespizio dell'opera).
Tra luglio e agosto compose la prima sonata, per violoncello e pianoforte. Mentre terminava gli Études, Debussy iniziò anche la stesura della seconda sonata, inizialmente prevista per flauto, oboe e arpa. Quasi subito sostituì la viola all'oboe e in poche settimane, fra la fine di settembre e la metà di ottobre, ne ultimò la composizione. A metà ottobre Debussy rientrò a Parigi, in pieno clima bellico, e di lì a poco si sottopose a un delicato intervento per curare il carcinoma da cui era afflitto: l'operazione servì solamente a ritardare l'avanzare della malattia. A causa del peggioramento delle sue condizioni di salute, Debussy riuscì a scrivere soltanto un'ulteriore sonata; comporrà nel 1916 la terza, per violino e pianoforte. 
Questi tre lavori appartengono dunque ad un periodo molto complesso della vita del musicista, sia sul versante personale che su quello della percezione dello scenario sociopolitico. Le tre sonate rappresentano inoltre un ritorno alla musica da camera, genere a cui Debussy non si accostava dal suo Quartetto per archi del 1893. Da notare anche la scelta di tornare a titoli "classici", non troppo frequenti nella produzione del compositore. Nel dettaglio: 
- Sonata n. 1 per violoncello e pianoforte (luglio-agosto 1915)
- Sonata n. 2 per flauto, viola e arpa (settembre-ottobre 1915)
- Sonata n. 3 per violino e pianoforte (ottobre 1916-aprile 1917)

Il progetto delle sei sonate rimase incompiuto a causa della morte del compositore (25 marzo 1918) e le altre tre sonate non videro la luce (la quarta doveva essere per oboe, corno e clavicembalo, la quinta per tromba, clarinetto, fagotto e pianoforte, mentre la sesta doveva combinare tutti gli strumenti utilizzati nelle precedenti cinque più il contrabbasso).
La prima esecuzione della Sonata n. 2 si ebbe il 7 novembre 1916 a Boston, presso il Longy Club dell'oboista francese Georges Longy. Solo qualche mese più tardi, il 10 dicembre, venne eseguita a Parigi presso l'abitazione dell'editore Durand, con la partecipazione di Darius Milhaud alla viola, Albert Manouvrier al flauto e Jeanne Dalliès all'arpa cromatica.

## Analisi
Le Sonate rappresentano un notevole cambio di passo rispetto all'indagine estetica operata negli anni immediatamente precedenti. In particolare, dopo aver aspramente criticato nel 1913 il ricorso a forme musicali tradizionali, appena due anni dopo Debussy si dedica al genere forse più tradizionale di tutti, cioè appunto la sonata.
Come nelle altre due, anche nella Sonata per flauto, viola e arpa possiamo cogliere l'intento di Debussy di riallacciarsi alla tradizione francese, in particolare quella di Couperin e Rameau. Quest'esigenza ha origini prevalentemente culturali: Debussy non fu l'unico intellettuale animato da sentimenti patriottici in reazione alla violenza con cui il nazionalismo tedesco aveva dato origine alla Prima guerra mondiale. Gli orrori bellici ebbero infatti un grande riflesso sulla scena culturale, con diversi intellettuali e compositori che portarono lo scontro anche a livello musicale. In questo senso va interpretata l'auto-definizione di Debussy come «musicien français», come riportato sul frontespizio della partitura delle Sonate.
Tutte e tre le sonate realizzate sono caratterizzate da una costruzione ciclica, per cui temi introdotti nei movimenti iniziali vengono ripresi nei movimenti finali.

## Struttura
La Sonata per flauto, viola e arpa è composta da 3 movimenti:
1. Pastorale, Lento, dolce rubato
2. Interlude, Tempo di minuetto (Fa minore)
3. Finale, Allegro moderato ma risoluto

## Curiosità
- La Sonata per flauto, viola e arpa ha ispirato Jimmy Giuffre nella composizione dell'album The Jimmy Giuffre 3 (1956).[10]